# سباستین لونا
سباستین لونا (انگلیسی: Sebastián Luna؛ زادهٔ ۲۵ دسامبر ۱۹۸۷) بازیکن فوتبال اهل آرژانتین است.